# Erophylla sezekorni
Genre
Espèce
Statut de conservation UICN

 LC  : Préoccupation mineure
Erophylla sezekorni est une chauve-souris présente aux Bahamas, dans les îles Caïmans, à Cuba et en Jamaïque, la seule du genre Erophylla

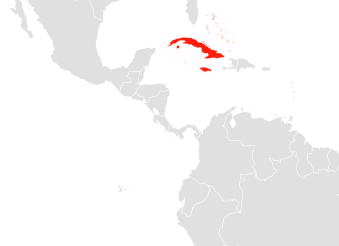
Carte de distribution.